# Emeria
Emeria, bis Januar 2022 unter dem Namen Foncia, ist ein französisches Unternehmen, das sich auf das Immobiliengeschäft und die Objektverwaltung spezialisiert hat. Es ist mit Tochterfirmen in Belgien, Deutschland, Frankreich, Großbritannien, Luxemburg, Niederlande, Portugal und der Schweiz aktiv. Laut Selbstdarstellung auf der Website hat Emeria 17.000 Mitarbeiter in acht Ländern in 700 Firmen mit einem Umsatz von 1,5 Milliarden €.

## Geschichte

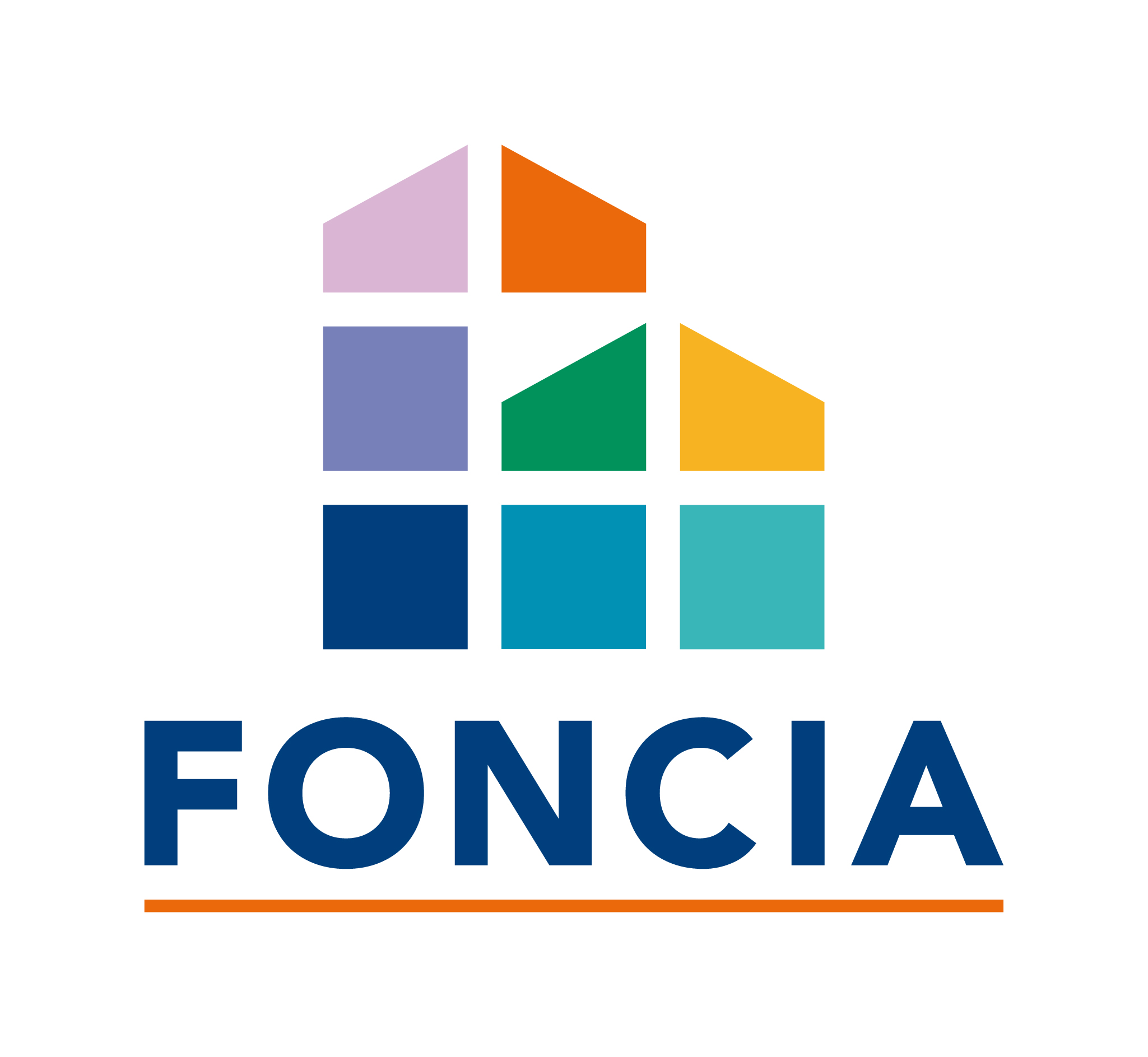
Logo der Foncia

Foncia wurde 1972 von Jacky Lorenzetti gegründet (ursprünglich unter dem Namen „Franco Suisse Gestion“), der zuvor an der Hotelschule in Lausanne studiert hatte. Das Vermögen von Jacky Lorenzetti und seiner Familie lag 2007 an 350. Stelle der französischen Vermögen. Die Familie hält nach dem Verkauf an die Banques Populaires noch etwa 7 Prozent der Aktienanteile von Foncia (jetzt Emeria).
- Börsengang (Zweiter Markt) im Jahr 2001.
- Foncia vergrößerte  sich zum großen Teil durch Übernahmen (etwa 100 Büros zwischen 2004 und 2007) und entwickelte eine Zentralisationspolitik, die laut der Zeitung Le Monde ein „drückendes soziales Klima“ erschaffen hat.
- Ab 2007 hat Foncia eine die Ausbildung favorisierende Unternehmenspolitik umgesetzt in Zusammenarbeit mit dem Internationalen ESC PAU-Institut für Immobilien, das sich auf alle Immobilienberufe erstreckt.
- 2007 wurde Foncia durch die Unternehmensgruppe Banque Populaire für etwa 1,3 Milliarden Euro aufgekauft.
- Seit Januar 2022 firmiert die Holdinggesellschaft unter dem Namen Emeria.[2] In Frankreich tritt Emeria weiterhin unter dem Namen Foncia auf.

## Foncia in Deutschland
Seit Juli 2021 firmiert Foncia in Deutschland unter dem Namen Reanovo. Auf Immobilienmanager.de heißt es dazu: „Die bisher 16 Tochtergesellschaften in Deutschland, mit teilweise individuellen Markenauftritten, firmieren künftig unter der einheitlichen Marke Reanovo. In diesem Zusammenhang werden neben den ursprünglichen Foncia Tochtergesellschaften auch die in den vergangenen zwei Jahren erworbenen Gesellschaften HMV, Bautra, Paul Immobilien, Präzisa, SorgerTec und Vegis unter der neuen Dachmarke zusammengefasst.“
Nach eigenen Angaben verwaltet Reanovo mit bundesweit 1.000 Mitarbeitern 200.000 Einheiten an 60 Standorten.

## Aktivitäten
- Der Hauptgeschäftszweck ist die Verwaltung im Namen der investierenden Eigentümer, Verwaltung von Miteigentümerschaften, Vermietung und das Immobilienmaklergeschäft für Kauf und Verkauf.
- Foncia ist zudem spezialisiert auf den Verkauf und die Vermietung von Geschäftsräumen, Büros und Geschäften sowie in der Verwaltung von Immobilien-Aktiengesellschaften mit börsennotierten Anteilen (Real Estate Investment Trust, kurz: REIT).